# 布奇·李
艾尔弗雷德·李（英語：Alfred Lee，1956年12月5日—），美国NBA联盟前职业篮球运动员。他在1978年的NBA选秀中第1轮第10顺位被亚特兰大鹰选中。